# Ararat (Australia)
Ararat es una ciudad en el suroeste de Victoria, Australia, a unos 205 km al oeste de Melbourne. La ciudad está situada entre montañas y está rodeada por campos de pastoreo fértil. Su población era de 11.752 habitantes al año 2009. Las industrias primarias de la región son la lana, la carne y el vino. La ciudad cuenta con transporte de trenes, ómnibus y además hay un aeropuerto. Es conocida como la ciudad Orquídea, se pueden degustar buenos vinos finos de viñedos locales.

## Historia
En 1857, un grupo de mineros chinos encontraron oro lo que marcó el comienzo del nacimiento de Ararat. La conexión sigue hoy a través de una relación de ciudades hermanas con Taishan, China.
En el año 1863 fueron plantadas viñas por colonos franceses.